# New Melle (Misuri)
New Melle es una ciudad ubicada en el condado de St. Charles en el estado estadounidense de Misuri. En el Censo de 2010 tenía una población de 475 habitantes y una densidad poblacional de 114,12 personas por km².

## Geografía
New Melle se encuentra ubicada en las coordenadas 38°43′12″N 90°53′7″O / 38.72000, -90.88528. Según la Oficina del Censo de los Estados Unidos, New Melle tiene una superficie total de 4.16 km², de la cual 4.07 km² corresponden a tierra firme y (2.3%) 0.1 km² es agua.

## Demografía
Según el censo de 2010, había 475 personas residiendo en New Melle. La densidad de población era de 114,12 hab./km². De los 475 habitantes, New Melle estaba compuesto por el 97.26% blancos, el 0.63% eran afroamericanos, el 0% eran amerindios, el 0.84% eran asiáticos, el 0.21% eran isleños del Pacífico, el 1.05% eran de otras razas y el 0% pertenecían a dos o más razas. Del total de la población el 2.32% eran hispanos o latinos de cualquier raza.